# 八反ふじを
八反 ふじを（はったん ふじを、1925年1月14日 - 1975年4月7日）は、宮崎県小林市出身の作詞家。

## 来歴・人物
宮崎県小林市内にある老舗金物問屋「八反金物店」の長男として生まれる。幼いころ母を亡くし寂しい少年時代を過ごした。地元の小林高校を卒業後、父・留男の奨めもあり、医師を目指し上京、日本大学医学部に進んだ。太平洋戦争の最中ではあったが、医学生のため徴兵が猶予されていた。1945年3月10日の東京大空襲では医学生として負傷者の手当および遺体の収容作業に動員され、悲惨な光景を目の当たりにしている。終戦直前に召集令状が届き、本土決戦に備え満州から小林町に移駐してきていた山砲連隊に軍医として入営するも程なく終戦となり、部隊が連合軍と交戦することはなかった。
部隊解散後のふじをは戦後の混乱の中で大学への復学をあきらめ、かねてより興味のあったエンターテイメントの世界に目を向け、オペレッタ劇団「踊る新星座」を立ち上げた。常設劇場は持たず、主に九州一円を巡業して回る、いわゆる「ドサ回りの劇団」のひとつであった。後に妻となる吉子はこの劇団結成に際して鹿児島県から応募したスタッフの内の一人で、看板女優、タップダンサーとして活躍した。
戦後、人々は明るい娯楽を欲していた。踊る新星座の演目は和製オペレッタとでも呼ぶべきもので、当時としては斬新な内容をもったものであったが、ドサ回りの劇団といえばチャンバラというのが常識の時代でもあり、ハイカラ過ぎたことが災いして田舎の観客には馴染み難く、劇団の経営は始終苦しいものであった。結局1年ほどの活動の後、解散となった。その後、良子と結婚。小林市内で金物店を営む父親からの支援で同市内に支店を出店した。長男の英一はここで生まれている。
しばらくは商売に専念していたが、エンターテイメントに賭ける夢をどうしても断ち切り難く、結果、店をたたんで新天地・東京を目指すことになった。上京後、まず居を構えたのは世田谷区桜上水にある六畳一間の間借りであった。戦後日本映画の黎明期でもあり、脚本家・監督として映画界で生きてゆこうと思い、大映や新東宝などの撮影所へ助監督として出入りしながら勉強した。ただし収入は少なく、妻の良子がタップダンサーとして稼ぐ出演料で生活を支えた。1951年、第二子となる長女の美鈴が生まれる。
1953年、手狭になった桜上水の下宿から府中本町駅近くの木造アパートへ転居。タイミングの悪いことに、このあと間もなく妻の吉子が結核に倒れ、療養のため長期入院を余儀なくされる。日々の生活費に加えて、高額の医療費も何とかしなければならない。とりあえず最低限の現金収入を得ることが最優先課題となった。
昼間は、新橋・有楽町界隈で、まずは当時チンドン屋と共に流行っていたサンドイッチマンをやってみた。これは体の前後を大きな宣伝用看板にはさまれて繁華街をうろうろ歩く姿があたかも食べ物のサンドイッチを彷彿させるところからそのように名付けられたのであるが、多くの人が行き交う雑踏ですれ違いざまにぶつかるトラブルが多発したところからこのスタイルは徐々に廃れ、後に幅90cmくらいのベニヤ板に角材の持ち手を取り付けたプラカードを人々の頭より高い位置に掲げて歩く方式に変化した。通常はプラ専門職人が制作したのをあてがわれ雇用主の指示に従って新橋・有楽町界隈の雑踏を往復するのが仕事なのだが、プラカード制作も合せて請け負うことで給金が倍くらいになるので、木材や模造紙、ポスターカラー等を取りそろえこれも自作した。劇団時代に大道具・小道具の設計製作した経験がここで役に立った。地元のパチンコ屋、キャバレー等中小クライアントが多かったが、時には歴史的存在感のあるクライアントにも出会った。
こうして街頭を歩いていた或る日、どこからともなく耳に入ってきたのが鶴田浩二の唄うヒット曲「街のサンドイッチマン」の歌声であった。「サンドイッチマン♪　サンドイッチマン♪」「・・これって俺のこと？」どこか割り切れぬ気持のまま、やむなくサンドイッチマンに身をやつしていた心に沁みる歌声であった。物悲しさの中にも、どこか明るく希望のかんじられる歌詞。数日後、この歌の作詞家の宮川哲夫の自宅を訪問。同氏の奨めもあって、この後すぐ（1958年/昭和33年）に作詞家石本美由起の主宰する歌謡同人誌『新歌謡界』に入会、同氏の門下生となった。すでにプロ作詞家として活躍していた宮川哲夫は同誌の有力同人であった。ちなみに、星野哲郎、たなかゆきを、松井由利夫、若山かほる、岩瀬ひろしは、一期生の詩友である。山上路夫、石坂まさを、中山大三郎の各氏は二期生で後輩にあたる。
思わぬきっかけで映画界から歌謡界へ方向転換することになったが、結果的にこれは良かった。当時は脚本のみでなく小説家への可能性も模索、文芸雑誌への投稿にも力を入れていた。しかし、サンドイッチマンとのかけ持ちでは机に向かえる時間が限られてしまう。また体力的にも限界を感じていた。脚本や小説などの長文に比較すると歌詞の文字数はかなり少ない。作品完成に要する時間も、それなりに早い。良いことはほかにもある。物理的な原稿量が格段に少ないので原稿用紙の使用枚数やインクの購入にかかる費用が激減する。当時は何よりもこれが一番助かった。
同年1月に「東海道は日本晴れ」（白根一男）で作詞家としてプロデビュー。その後、1960年（昭和35年）5月1日に東芝音楽工業と契約、かねてより念願の専属作詞家となった。1964年（昭和39年）、日本クラウンに移籍し、同じく専属作詞家として活躍した。
1965年（昭和40年）、日本作詩家協会設立に尽力し、理事を務めた。代表作には「残侠の唄」（北島三郎）、「新聞少年」（山田太郎）などがある。
1975年（昭和50年）4月7日に逝去。50歳没。
長男は作詞家の青江ひとみ、長女は元日本クラウン専属歌手の八田富子。孫娘は歌手の八反安未果である。

## クラウンレコード時代の主な作品
- 残侠の歌（北島三郎）
- 俺がやらなきゃ誰がやる～人生二刀流（北島三郎/テレビドラマ『てなもんや二刀流』主題歌）
- 裸一貫（北島三郎/昭和41年（966年)、NHK「歌のグランドショー」新作歌謡として発表）
- 残侠の唄（北島三郎）
- さいはて航路（北島三郎）
- さいはての宿（北島三郎）
- 兄妹（北島三郎・松前弘子）
- 愛と死のバラード（瀬川瑛子）
- あなたは今頃どこにいる（瀬川瑛子）
- 裏町酒場（瀬川瑛子）
- 湖畔の女（瀬川瑛子）
- 東京はうそつき（瀬川瑛子）
- 海の鉄火場（北島三郎・鳥羽一郎）
- こがらし（鳥羽一郎）
- 新聞少年（山田太郎）
- 牛乳少年（山田太郎）
- 若衆笠（山田太郎）
- 僕と一緒に歩こう（山田太郎）
- 憧れは雲にのって（山田太郎）
- 演歌いのち（木村隆衛）
- 憧れは雲にのって（山田太郎）
- 青島ブルース（美川憲一）
- 不信のバラード（三田佳子/テレビドラマ『不信のとき』主題歌）
- 桜の精の物語（三田佳子）
- 幸福よここまでおいで（三田佳子/テレビドラマ『ただいま同居中』主題歌）
- 岐阜の夜（朝丘雪路）
- ふたりの渚（由美かおる）
- 花の地平線（大川ひろみ）（テレビドラマ『白馬の剣士』主題歌/昭和39年発売）
- 小雨そぼふる東京で（弘月英太朗）
- 熱い涙が消えるまで（西郷輝彦）
- 帰って来た波止場（高波 晃※後の中条きよし/昭和43年発売）

## 東芝レコード時代の主な作品
- 浮草の波止場（松山恵子/昭和37年）
- 木枯らし峠（松山恵子）
- 女心と空っ風（松山恵子/昭和38年）
- 好きになってもいいかしら（松山恵子/昭和38年）
- 好きになってもいいかしら（松山恵子/昭和38年）
- 裏街のかもめ鳥（白根一男）
- あおけさ船頭唄（白根一男）
- 面影だけが残る町（白根一男）
- ごめんねマリ（白根一男）
- ワンダフル・ロック（富永ユキ）
- ベビー・ギャング（富永ユキ）
- 夜汽車がシュッポッポー（富永ユキ）
- トロピカルムーン（富永ユキ）
- 東京インディアン（富永ユキ）
- 黒船月夜（三神丸枝）
- 黒船月夜（渚幸子）
- 権八みだれ髪（渚幸子）
- 金曜日の女（園浦ひろみ※後の高山ナツキ/昭和34年11月）

## コロムビアレコード時代の主な作品
- あなたの名は赤とんぼ／作詞：八反ふじを　作編曲：遠藤実　歌：五月みどり（1959年）
- 東京の女王蜂（コロムビア・ローズ、昭和34年2月発売）

## テイチクレコード時代の主な作品
- 東海道は日本晴れ（白根一男）1956年